# Серебрянский сельский совет (Крым)
Серебрянский сельский совет (укр. Серебрянська сільська рада, крымскотат. Munus köy şurası) — согласно законодательству Украины — административно-территориальная единица в Раздольненском районе Автономной Республики Крым.
Население по переписи 2001 года — 3016 человек.
К 2014 году состоял из 6 сёл:
- Серебрянка
- Бахчёвка
- Каштановка
- Орловка
- Соколы
- Чехово

## История
В апреле 1974 года был образован Серебрянский сельский совет и на 1 января 1977 года уже имел современный состав. С 12 февраля 1991 года сельсовет в восстановленной Крымской АССР, 26 февраля 1992 года переименованной в Автономную Республику Крым. С 21 марта 2014 года в составе Крыма аннексирован Россией. Законом «Об установлении границ муниципальных образований и статусе муниципальных образований в Республике Крым» от 4 июня 2014 года территория административной единицы была объявлена муниципальным образованием со статусом сельского поселения.